# Челядінце
Челядінце (словац. Čeľadince) — село, громада округу Топольчани, Нітранський край. Кадастрова площа громади — 3.25 км².
Населення 448 осіб (станом на 31 грудня 2019 року).

## Історія
Челядінце згадується 1113 року.

## Населення
| Рік:            | 1994. | 2004.   | 2014.   | 2024.    |
| --------------- | ----- | ------- | ------- | -------- |
| Кількість осіб: | 440   | 447     | 435     | 516      |
| Різниця:        |       | +1,59 % | -2,68 % | +18,62 % |

| Рік:            | 2023. | 2024.   |
| --------------- | ----- | ------- |
| Кількість осіб: | 514   | 516     |
| Різниця:        |       | +0,38 % |